# Хольмгрен, Томми
То́мми Хо́льмгрен (швед. Tommy Holmgren; род. 9 января 1959, Palohuornas, Норрботтен) — бывший шведский футболист, полузащитник известный по выступлениям за клубы «Гётеборг» и сборную Швеции.
Младший брат — Торд, тоже профессиональный футболист.

## Клубная карьера
Хольмгрен начал карьеру в клубе «Елливаре». В 1976 году он дебютировал за основной состав. В 1977 году Хольмгрен перешёл в «Гётеборг» в составе которого дебютировал в Алсвенскан лиге. В 1982 в матчах розыгрыша Кубка УЕФА Томми против финской «Хаки», бухарестского «Динамо», испанской «Валенсии» и немецкого «Кайзерслаутерна» забил четыре мяча и помог команде выиграть трофей. В 1987 году Хольмгрен во второй раз помог клубу выиграть Кубок УЕФА. В составе «Гётеборга» игрок четыре раза выиграл чемпионат и трижды стал обладателем Кубка Швеции. В 1989 году Хольмгрен объявил о завершении карьеры.

## Международная карьера
12 августа 1981 года в товарищеском матче против сборной Болгарии Хольмгрен дебютировал за сборную Швеции.

## Достижения
Клубные
 «Гётеборг»
- Победитель Аллсенскан-лиги (4): 1982, 1983, 1984, 1987
- Обладатель Кубка Швеции (3): 1978/79, 1981/82, 1982/83
- Обладатель Кубка УЕФА (2): 1982, 1987